# 阿德利娜·扎吉杜林娜
阿德利娜·鲁斯泰莫芙娜·扎吉杜林娜（俄语：Аделина Рустемовна Загидуллина，1993年1月13日—），俄罗斯女子击剑运动员，2015年欧洲运动会女子花剑团体金牌得主和女子花剑个人铜牌得主、2020年夏季奥林匹克运动会女子花剑团体金牌得主。